# لازم (منطق)
اللازم ما يمتنع انفكاكه عن الشيء.

## تقسيم

### بين
اللازم البين هو الذي يكفي تصور مع ملزومه في جزم العقل باللزوم بينهما، كالانقسام بمتساويين للأربعة، فإن من تصور الأربعة وتصور الانقسام بمتساويين، جزم بمجرد تصورهما بأن الأربعة منقسمة بمتساويين. وقد يقال البين على اللازم الذي يلزم من نتصور ملزومه تصوره، ككون الاثنين ضعفا للواحد، فإن من تصور الاثنين أدرك أنه ضعف الواحد.
والمعنى الأول أعم لأنه متى كفى تصور الملزوم في اللزوم يكفي تصور اللازم مع تصور الملزوم، فيقال للمعنى الثاني اللازم البين بالمعنى الأخص، وليس كل ما يكفي التصورات يكفي تصور واحد، فيقال لهذا اللازم البين بالمعنى الأعم.

### غير بين
اللازم غير البين هو الذي يفتقر جزم الذهن باللزوم بينهما إلى وسط، كتساوي الزوايا الثلاث للقائمتين، لا يكفي في جزم الذهن بأن المثلث متساوي الزوايا للقائمتين، بل يحتاج إلى وسط، وهو البرهان الهندسي. واللازم في الاستعمال هو بمعنى الواجب.

### الماهية
لازم الماهية ما يمتنع انفكاكه عن الماهية، من حيث هي مع قطع النظر عن العوارض، كالضحك بالقوة عن الإنسان.

### الوجود
لازم الوجود ما يمتنع انفكاكه عن الماهية من حيث هي هي.